# 100229 Jeanbailly
100229 Jeanbailly este o planetă minoră (asteroid), cu un diametru de 8,863 km, din Outer Main Belt⁠(d). A fost descoperită pe 10 august 1994 la Observatorul La Silla de Eric Walter Elst. 
Obiectul prezintă o orbită caracterizată de o semiaxă mare de 3,9456012127513 UAi, o excentricitate de 0,24, o înclinație de 4,8 ° în raport cu ecliptica.